# Cleonymus rufiscapus
Cleonymus rufiscapus är en stekelart som först beskrevs av Girault 1925.  Cleonymus rufiscapus ingår i släktet Cleonymus och familjen puppglanssteklar. Inga underarter finns listade i Catalogue of Life.